# اثر اشتارک کوانتومی

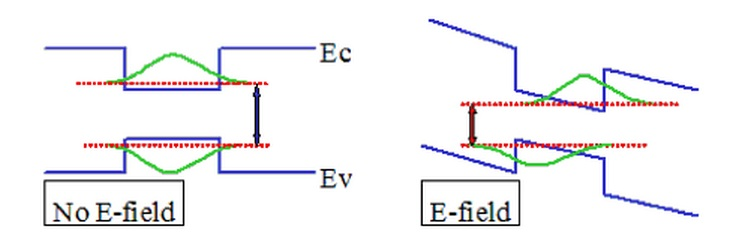
چاه کوانتومی (خطوط آبی)، تابع موج حامل‌ها(خطوط سبز) و حالت‌ها(خط‌چین‌های قرمز).
وگذار انرژی(پیکان‌ها) با میدان و بدون میدان الکتریکی.

وقتی نیم‌رساناها به صورت لایه‌های خیلی نازک (۱۰۰ انگستروم) ساخته می‌شوند طیف نوری جذبی به دلیل محدود شدن حامل‌ها بین چاه پتانسیل یک بعدی کاملاً تغییر می‌کند، به این اثر، اثر اشتارک کوانتومی یا اثر محدودیت کوانتومی اشتارک (به انگلیسی: Quantum-confined Stark effect) می‌گوییم. در چاه‌های چندگانه محدودیت کوانتومی جذب را از یک تابع پیوسته به دنباله‌ای از پله‌ها تغییر می‌دهد. برای جلوگیری از جفت‌شدگی بین لایه‌های نزدیک سدها را باید به اندازه کافی ضخیم در نظر گرفت.,
از این اثر در تلفیق‌گر نوری سرعت بالا و کم اتلاف مثل ارتباطات از راه دور، و همچنین در تعداد زیادی از دستگاه‌هایی که با توان الکتریکی کمی کار می‌کنند استفاده می‌شود.,

## آشنایی
وقتی هیچ میدان الکتریکی وجود نداشته باشد، توابع موج الکترون‌ها و حفره‌ها در چاه کوانتومی محدود می‌شوند و همپوشانی توابع موجشان زیاد می‌شود. انرژی بستگی الکترون‌ها و حفره‌ها به دلیل اندازه کوچک چاه کوانتیزه می‌شود، همپوشانی باعث افزایش قدرت نوسان بین انرژی‌های بستگی در گذار داخل نواری می‌شود. ازاینرو حتی در دمای اتاق نیز تشدید قوی که متناظر با گذار حفره‌های سنگین و حفره‌های سبک است، در نزدیکی لبه‌های چاه دیده می‌شود.
هنگامیکه میدان الکتریکی در طول چاه اعمال می‌شود، الکترون‌ها و حفره‌ها را از هم جدا می‌کند، در نتیجه همپوشانی توابع موجشان نیز کم می‌شود. این منجر به جابجایی سرخ جذب و کاهش توان جذب می‌شود. هرچند قله‌های اگزیتون همچنان به قوت خود باقی‌اند چراکه:(۱) چاه‌های کوانتومی دو بعدی اگزیتون‌ها را کاملاً فشرده می‌کنند. هرچند که ابعاد معمول چاه‌های پتانسیل از مرتبهُ ۱۰ نانومتر است و ابعاد اگزیتون‌ها معمولاً بزرگتر از ۳۰ نانومتر است، همواره تابع موج اگزیتون مقداری در سدها نفوذ می‌کند.(۲) دیوارهٔ چاه کوانتومی مانع از تونل‌زنی الکترون‌ها و حفره‌ها به خارج از چاه می‌شود. این دو عامل باعث می‌شود اگزیتون‌ها نسبتاً به قوت خود باقی بمانند.
یکی دیگر از پدیده‌های جالبی که توسط چاه‌های کوانتومی چندگانه ایجاد می‌شود این است که تحت میدان الکتریکی قوی، تعدادی از گذارهای غیر مجاز(مانند الکترون‌های متقارن زوج، حفره‌های متقارن فرد، یا الکترون‌های متقارن فرد به حفره‌های متقارن زوج) پدیدار می‌شوند.
قدرت اثر اشتارک کوانتومی به قطبش موج حساس است. برای حالت میدان الکتریکی عرضی (TE) اگزیتون‌های حفره سنگین در مقایسه با گذارهای حفره سبک ۲ مرتبه قدرتمندترند؛ برای میدان مغناطیسی عرضی (TM) تنها گذار حفره سبک مجاز است. این مقوله برای تلفیقگرهایی که بر پایه اثر  اشتارک کوانتومی کار می‌کنند بسیار مهم است.

## سازوکار
هامیلتونی برای اثر اشتارک کوانتومی را می‌توان به صورت زیر نوشت:
{\displaystyle H=H_{ez}+H_{hz}+H_{eh}}
{\displaystyle H_{ez}={\frac {-\hbar ^{2}}{2m_{hT}^{*}}}{\frac {\partial ^{2}}{\partial _{e}^{2}}}+V_{e}(z_{e})+eFz_{e}}
{\displaystyle H_{hz}={\frac {\hbar ^{2}}{2m_{h}T^{*}}}{\frac {\partial ^{2}}{\partial _{h}^{2}}}+V_{h}(z_{h})+eFz_{e}}
{\displaystyle H_{eh}={\frac {-\hbar ^{2}}{2\mu }}{\frac {\partial ^{2}}{\partial r^{2}}}-{\frac {e^{2}}{\varepsilon [(z_{e}-z_{h})^{2}+r^{2}]^{1/2}}}}
که در آن Hez هامیلتونین انرژی الکترون، Hhz هامیلتونین انرژی حفره و Heh هامیلتونین انرژی بستگی اگزیتون‌ها است.
برای بررسی این پدیده دو پیکربندی کلی را می‌توان در نظر گرفت: میدان الکتریکی موازی با محور رشد بلور باشد یا بر آن عمود باشد.

### وضعیت عمود

#### چاه یگانه
هنگامی‌که میدان الکتریکی اعمال شده به اندازه کافی کوچک باشد، می‌توان اثر میدان {\displaystyle {\vec {F}}} بر روی چاه پتانسیل به طول{\displaystyle L} را با نظریه اختلال محاسبه کرد. حالت پایه را در نوار رسانش و اولین حفره سنگین در نوار ظرفیت در نظر می‌گیریم. اگر حالت‌های ما {\displaystyle |\psi _{n}^{v}>,|\psi _{m}^{c}>} باشند، می‌توانیم تصحیح انرژی را با توجه به اختلال بنویسیم {\displaystyle W=-eFz}. تصحیح مرتبه اول انرژی برای ترازها صفر خواهد بود چراکه چاه کوانتومی متقارن است و مرکز ثقل تابع موج همواره مقدار چشمداشتی یکسانی دارد:
{\displaystyle \Delta E_{Stark}^{I}=<\psi _{2}^{c}|W|\psi _{1}^{c}>-<\psi _{2}^{v}|W|\psi _{1}^{v}>=-e\varepsilon (<\psi _{2}^{v}|z|\psi _{1}^{v}>-<\psi _{2}^{c}|z|\psi _{1}^{c}>)=0}
بنابراین تصحیح مرتبه دوم را محاسبه می‌کنیم. تنها نزدیکترین ترازها در محاسبات وارد می‌شود و تصحیح مرتبه دوم انرژی به صورت زیر بدست می آید:
{\displaystyle E_{n}^{II}=\sum _{i\neq n}{\frac {|<\psi _{i}|W|\psi _{n}>|^{2}}{E_{n}-E_{i}}}}
{\displaystyle \Delta E_{Stark}^{II}=-e^{2}F^{2}[{\frac {|<\psi _{2}^{c}|z|\psi _{1}^{c}>|^{2}}{E_{2}^{c}-E_{1}^{c}}}+{\frac {|<\psi _{2}^{v}|z|\psi _{1}^{v}>|^{2}}{E_{2}^{v}-E_{1}^{v}}}]}
پس اعمال میدان باعث می‌شود انرژی گذار کاهش یابد(جابجایی سرخ): گاف انرژی مؤثر چاه کوانتومی کاهش می یابد. اگر تقریب چاه نامتناهی را اعمال کنیم که در آن ترازهای انرژی به صورت {\displaystyle E_{n}=n^{2}{\frac {\hbar ^{2}\pi ^{2}}{2m_{e,hh}^{*}L^{2}}}} و عناصر ماتریس به صورت {\displaystyle z_{21}={\frac {16}{9}}{\frac {L}{\pi ^{2}}}} باشند می‌توانیم جابجایی انرژی را به صورت زیر بازنویسی کنیم:
{\displaystyle \Delta E_{Stark}^{II}=-{\frac {e^{2}F^{2}}{\pi ^{4}\hbar ^{4}}}({\frac {16}{9}})^{2}{\frac {2}{3}}(m_{e}^{*}+m_{hh}^{*})L^{4}}
که بستگی شدید به طول چاه در آن مشهود است.
تشدید اگزیتونی از بین نمی‌رود و می‌تواند برای مقادیر زیاد میدان اعمال شده جابجا شود، این اثر پایه Electro-absorption modulator‌ها است.

#### چاه‌های چندگانه
در این حالت نیز ما به دلیل تقارن ساختار چاه به وضوح جابجایی صفر برای مرتبه اول داریم. در مرتبه دوم محاسبات مشابه به آنچه در قسمت قبل انجام دادیم است، تنها فرق در حالت پایه و اولین حالت برانگیخته می‌باشد. جابجایی در این حالت عبارت است از:
{\displaystyle \Delta E_{StarkISB}^{2}=2e^{2}\varepsilon ^{2}{\frac {|<\psi _{2}^{c}|z|\psi _{1}^{2}>|^{2}}{E_{2}^{c}-E_{1}^{c}}}={\frac {2^{10}}{3^{5}}}{\frac {e^{2}\varepsilon ^{2}}{\pi ^{6}\hbar ^{2}}}L^{4}m_{e}^{*}}
مشاهده می‌شود که در این حالت جابجایی مثبت است (جابجایی آبی)، حالت پایه پایین‌تر رفته و اولین حالت برانگیخته بالاتر می‌رود.
اثر اشتارک مرتبه اول را می‌توان در چاه‌های کوانتومی نامتقارن یا سیستمی از چاه‌های جفت‌شده همانندلیزر آبشار کوانتومی دید.

### وضعیت موازی
در این حالت تشدید اگزیتونی ناواضح می‌شود، این حالت قابل انتظار بود چراکه در سطح چاه کوانتومی حامل‌ها می‌توانند آزادانه در توده حرکت کنند.

## چاه کوانتومی GaAs-AlGaN
در این جا سعی می‌شود که اثر محدودشدگی را در چاه پتانسیلGaAs-AlGaN بررسی کنیم.
در شکل طیف فتولومینسانس این چاه پتانسیل نشان داده شده‌است. قسمت الف طیف فتولومینسانس یک چاه کوانتومی یگانه GaN  با پهنای ۴٫۱nm که بین سدهای AlGaN با ضخامت ۳۰nm قرار دارد را در دمای ۲ کلوین نشان می‌دهد. همانطور که از روی شکل مشخص است بیشینه انرژی گسیلی از چاه کوانتومی در ۳٫۳۹eV قرار دارد که از مقدار مربوط به گاف انرژی GaN کپه‌ای که در حدود ۳٫۴۸eV است حدوداً ۹۰meV کمتر است. دلیل این کاهش انرژی(جابایی قرمز) همانگونه که اشاره شد اثر محدودیت کوانتومی اشتارک ناشی از حضور میدان‌های قطبشی در این ساختار می‌باشد. همین موضوع در چاه‌های کوانتومی چندگانه که دارای ساختار کاملاً مشابه با نمونه اول می‌باشد (قسمت ب) نیز مشاهده شده‌است.قسمت ج  طیف فتولومینسانس یک چاه کوانتومی چندگانه از همین نوع با پهنای چاه مشابه ۴٫۱nm ولی دارای پهنای سد ۵nm را نشان می‌دهد. همان‌طور که از شکل مشخص است با کاهش پهنای سد قله انرژی گسیلی چاه کوانتومی جابجایی به اندازه ۳۵meV به سمت انرژی‌های بیشتر(جابجایی آبی) نشان می‌دهد.
در چنین نیم‌رساناهایی با کاهش پهنای سد، انرژی حالت پایه الکترون و حفره به دلیل جفت‌شدگی توابع موج گرفتار شده در داخل چاه‌ها افزایش پیدا می‌کند. چنین رفتاری مربوط به حضور میدان‌های قطبشی در این چاه‌ها می‌باشد.

## چاه کوانتومی Ge/SiGe
اگرچه این ساختار یک نیم رسانای غیر مستقیم است اما اثر اشتارک کوانتومی در آن بسیار قوی است.